# Lisandro López
Lisandro López (født 2. marts 1983 i Buenos Aires, Argentina) er en argentinsk fodboldspiller, der spiller som angriber hos Racing Club i sit hjemlands bedste liga. Han har tidligere repræsenteret blandt andet FC Porto i Portugal og Lyon i Frankrig. 

## Landshold
López nåede i sin tid som landsholdsspiller (2005-2009) at spille 7 kampe og score et enkelt mål for Argentinas landshold, som han debuterede for i 2005. Det første mål i den blåhvide trøje scorede López i venskabskampen med Rusland d. 12. august 2009.

## Titler
Portugisiske Mesterskab
- 2006, 2007, 2008 og 2009 med FC Porto

Portugisiske Pokalturnering
- 2006 og 2009 med FC Porto